# Собор Владимирской иконы Божией Матери (Ахтубинск)
Собор Владимирской иконы Божией Матери — православный храм в городе Ахтубинске Астраханской области, кафедральный собор Ахтубинской епархии Русской православной церкви.
Храм расположен на Волгоградской улице в районе Владимировка.

## История храма

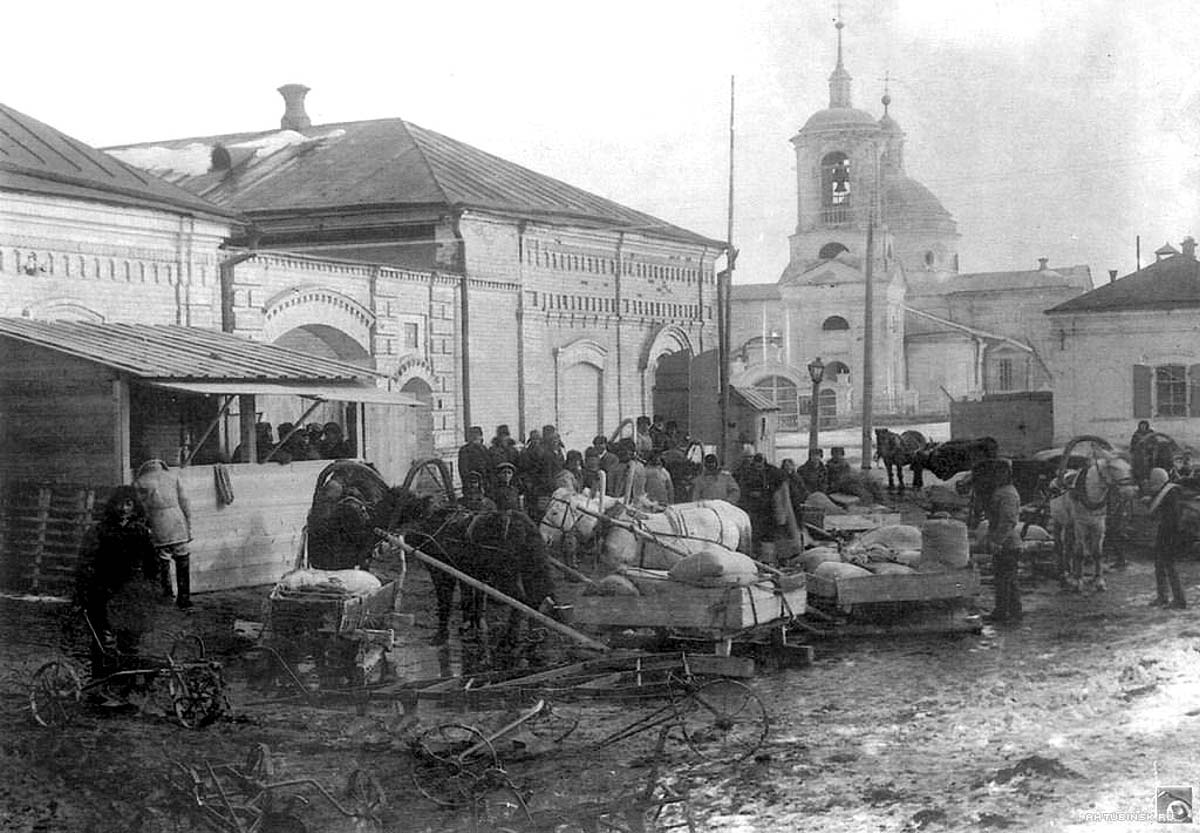
Храм в Начале XX века

В «Исторической записке» об Астраханской области, изданной в 1903 года, упоминается, что уже в 1793 году существовала церковь во имя Владимирской иконы Божьей Матери. Находилась она в слободе Владимировка, Астраханской губернии, на территории нынешнего парка во Владимировке. В слободе эту церковь называли Бакланской.
Высокий, просторный храм был выстроен из красного кирпича, полы были деревянные и застелены толстыми, широкими домоткаными дорожками. В храме было очень много разных икон, старинных в богатых окладах. Служили в храме два священника и дьякон.
Долгие годы священником был отец Иоанн, который в послереволюционный период подвергался гонениям со стороны властей. После своей кончины он был похоронен в церковной ограде, а после разрушения храма прах его был перенесен на кладбище.
Последним настоятелем храма Владимирской иконы Божией Матери, вплоть до его разрушения, был отец Григорий, дальнейшая судьба его неизвестна.
С февраля 2002 года началось строительство нового храма Владимирской иконы Божией Матери. Местные жители свидетельствуют о том, что архимандрит Андрей (Листоверов) ходил по улицам и рынкам с мегафоном в руках и призывал всех объединиться в общем деле строительства храма.
Желающим предлагали «купить кирпич» за фиксированную цену. На месте, где теперь находится церковь, лежала груда кирпичей. Люди подходили, и служители писали на кирпичах имена. Из этих кирпичей позже и строили объект.
В настоящее время храм имеет статус архиерейского подворья.

## Фотографии

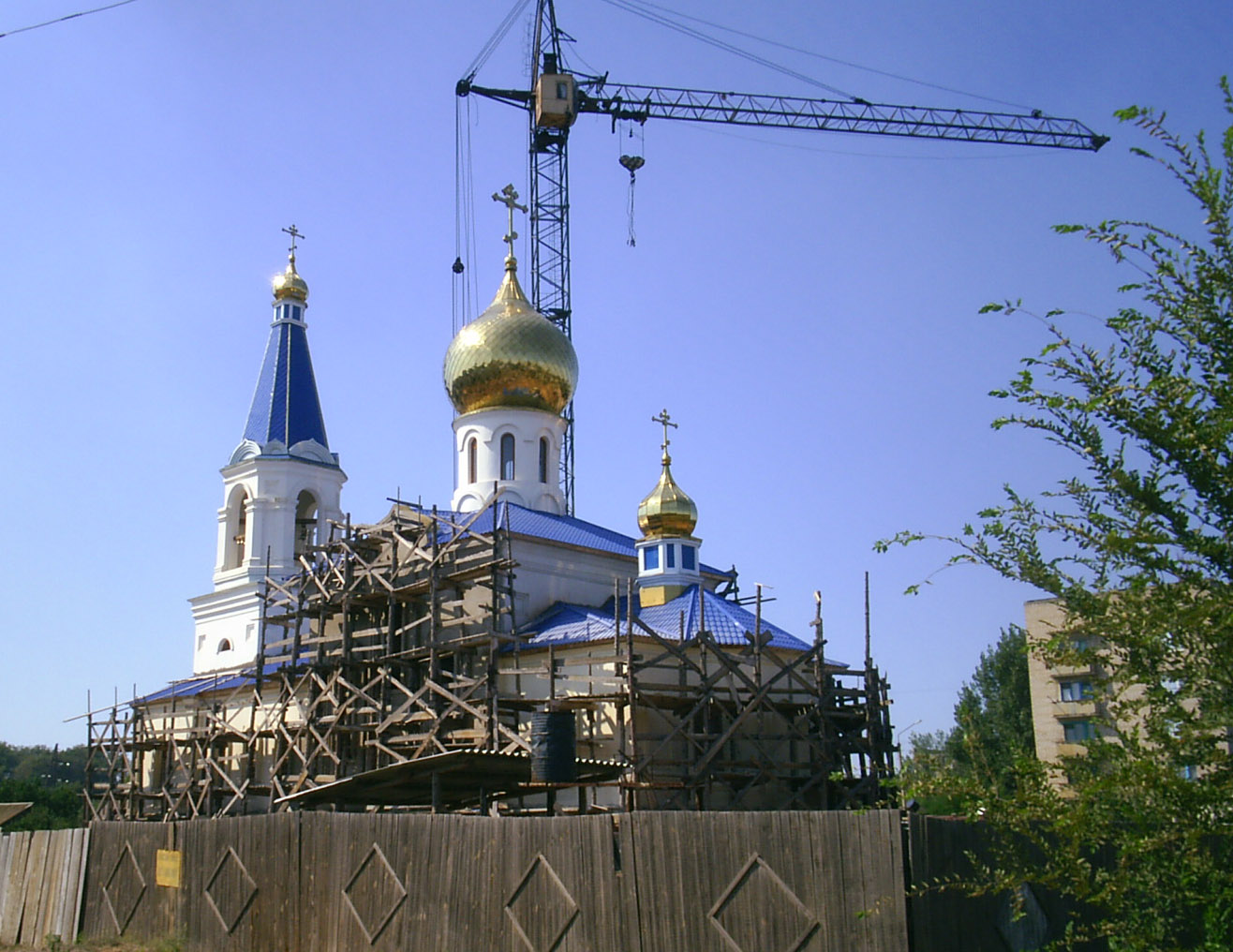
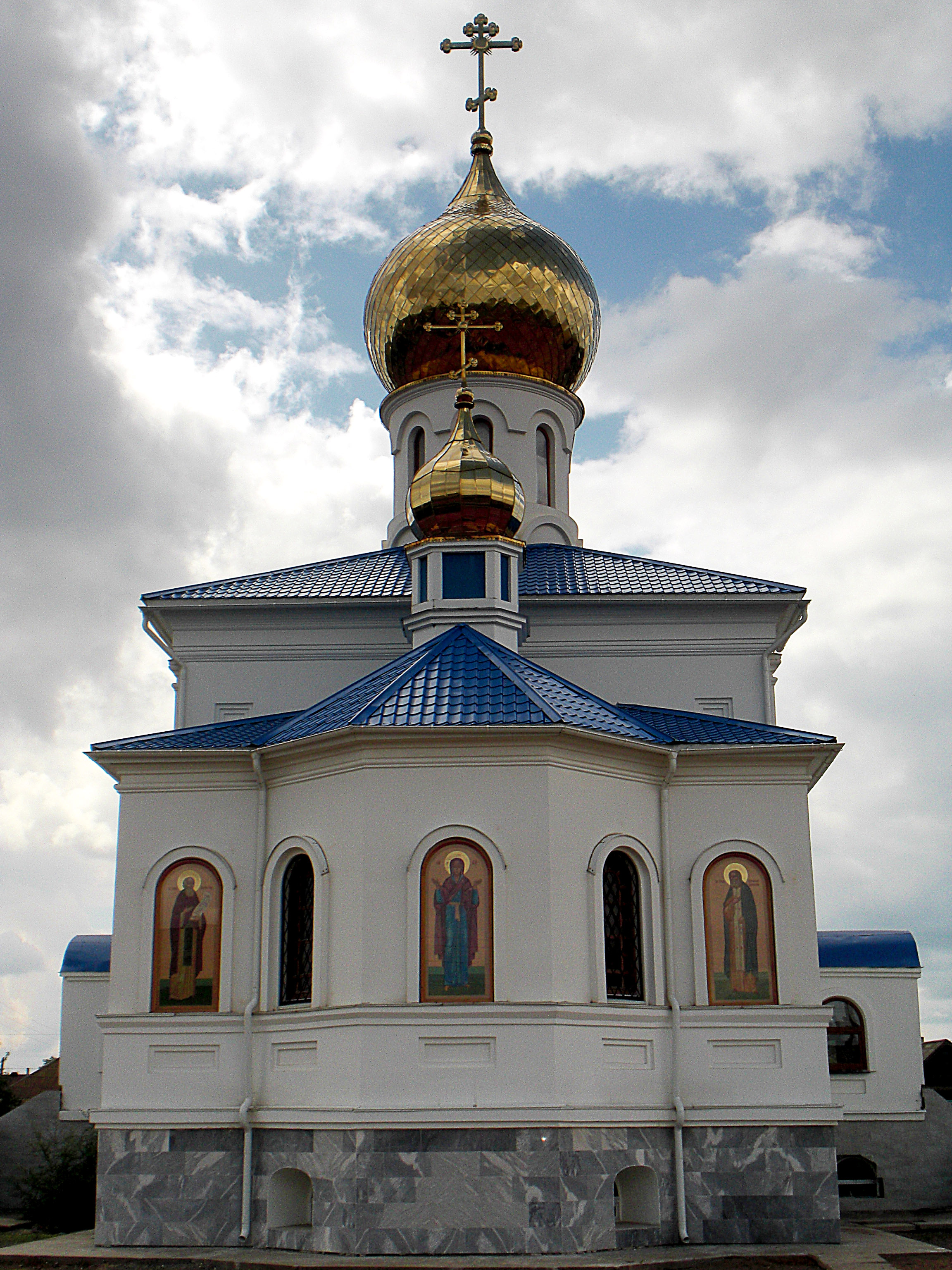
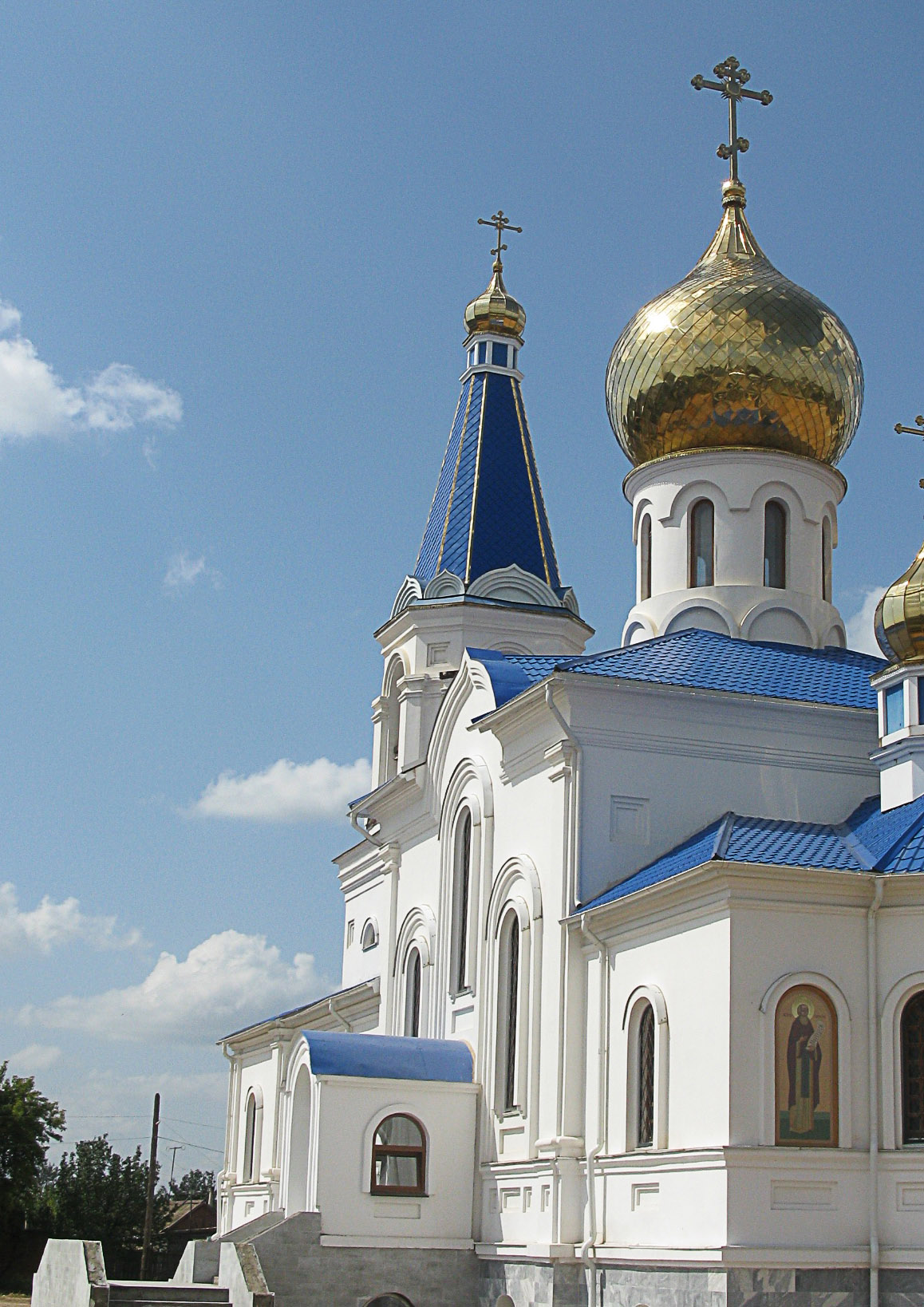